# Olympique Lyonnais
Olympique Lyonnais, cunoscut și ca OL, Olympique Lyon sau Lyon, este un club de fotbal din Lyon, Franța, care evoluează în Ligue 1.
Lyon a câștigat de șapte ori consecutiv campionatul Franței, între sezoanele 2001-02 și 2007-08, trei campionate Ligue 2 și cinci Cupe ale Franței, și a participat de șapte ori în Liga Campionilor, ajungând în semifinalele competiției în sezoanele 2009-2010 și 2019-2020 când a fost învinsă de Bayern München. În sezonul 2016-2017, "Les gones" s-au calificat in semifinalele UEFA Europa League unde au fost eliminați de Ajax Amsterdam după 5-4 la general.
Olympique Lyonnais dispută meciurile de acasă pe stadionul Parc Olympique Lyonnais din Lyon, care are o capacitate de 59.198 de locuri. OL este de asemenea membru al grupului G-14 de cluburi ce domină competițiile europene. Lyon a fost creat ca „Lyon Olympique Universitaire” în 1899, conform multor suporteri și statisticieni, dar pe plan național a fost fondat pe 3 august 1950.

## Palmares

### Intern

#### Campionat
- Ligue 1 (nivelul 1)

Campioană (7): 2001–02, 2002–03, 2003–04, 2004–05, 2005–06, 2006–07, 2007–08
Vice-campioană (5): 1994–95, 2000–01, 2009–10, 2014–15, 2015–16
- Ligue 2 (nivelul 2)

Campioană (3): 1950–51, 1953–54, 1988–89

#### Cupe
- Coupe de France

Câștigătoare (5): 1963–64, 1966–67, 1972–73, 2007–08, 2011–12
Finalistă (3): 1962–63, 1970–71, 1975–76
- Coupe de la Ligue

Câștigătoare (1): 2000–01
Finalistă (5): 1995–96, 2006–07, 2011–12, 2013–14, 2019–20
- Trophée des Champions

Câștigătoare (8): 1973, 2002, 2003, 2004, 2005, 2006, 2007, 2012
Finalistă (4): 1967, 2008, 2015, 2016

### European
- Cupa UEFA Intertoto

Câștigătoare (1): 1997

## Lotul actual
La 12 august 2025
| Nr. |                            | Poziție | Jucător                                      |
| --- | -------------------------- | ------- | -------------------------------------------- |
| 3   | Argentina                  | F       | Nicolás Tagliafico                           |
| 4   | Coasta de Fildeș           | M       | Paul Akouokou                                |
| 5   | Belgia                     | M       | Orel Mangala                                 |
| 6   | Statele Unite ale Americii | M       | Tanner Tessmann                              |
| 7   | Cehia                      | M       | Adam Karabec (împrumutat de la Sparta Praga) |
| 8   | Franța                     | M       | Corentin Tolisso (căpitan)                   |
| 10  | Cehia                      | M       | Pavel Šulc                                   |
| 11  | Belgia                     | A       | Malick Fofana                                |
| 16  | Brazilia                   | F       | Abner                                        |
| 17  | Portugalia                 | A       | Afonso Moreira                               |
| 19  | Senegal                    | F       | Moussa Niakhaté                              |
| 20  | Franța                     | F       | Saël Kumbedi                                 |

| Nr. |               | Poziție | Jucător                |
| --- | ------------- | ------- | ---------------------- |
| 21  | Țările de Jos | F       | Ruben Kluivert         |
| 22  | Angola        | F       | Clinton Mata           |
| 23  | Anglia        | M       | Tyler Morton           |
| 29  | Franța        | A       | Enzo Molebe            |
| 30  | Franța        | P       | Mathieu Patouillet     |
| 34  | Franța        | M       | Mahamadou Diawara      |
| 37  | Ghana         | A       | Ernest Nuamah          |
| 40  | Franța        | P       | Rémy Descamps          |
| 50  | Mali          | P       | Lassine Diarra         |
| 69  | Georgia       | A       | Georges Mikautadze     |
| 98  | Anglia        | F       | Ainsley Maitland-Niles |

### Împrumutați
| Nr. |                            | Poziție | Jucător                                                       |
| --- | -------------------------- | ------- | ------------------------------------------------------------- |
|     | Franța                     | P       | Justin Bengui (la RWDM Brussels până pe 30 iunie 2026)        |
|     | Statele Unite ale Americii | P       | Matt Turner (la New England Revolution până pe 30 iunie 2026) |

| Nr. |         | Poziție | Jucător                                                  |
| --- | ------- | ------- | -------------------------------------------------------- |
|     | Croația | F       | Duje Ćaleta-Car (la Real Sociedad până pe 30 iunie 2026) |
|     | Franța  | F       | Yacine Chaïb (la RWDM Brussels până pe 30 iunie 2026)    |

## Istoric antrenori

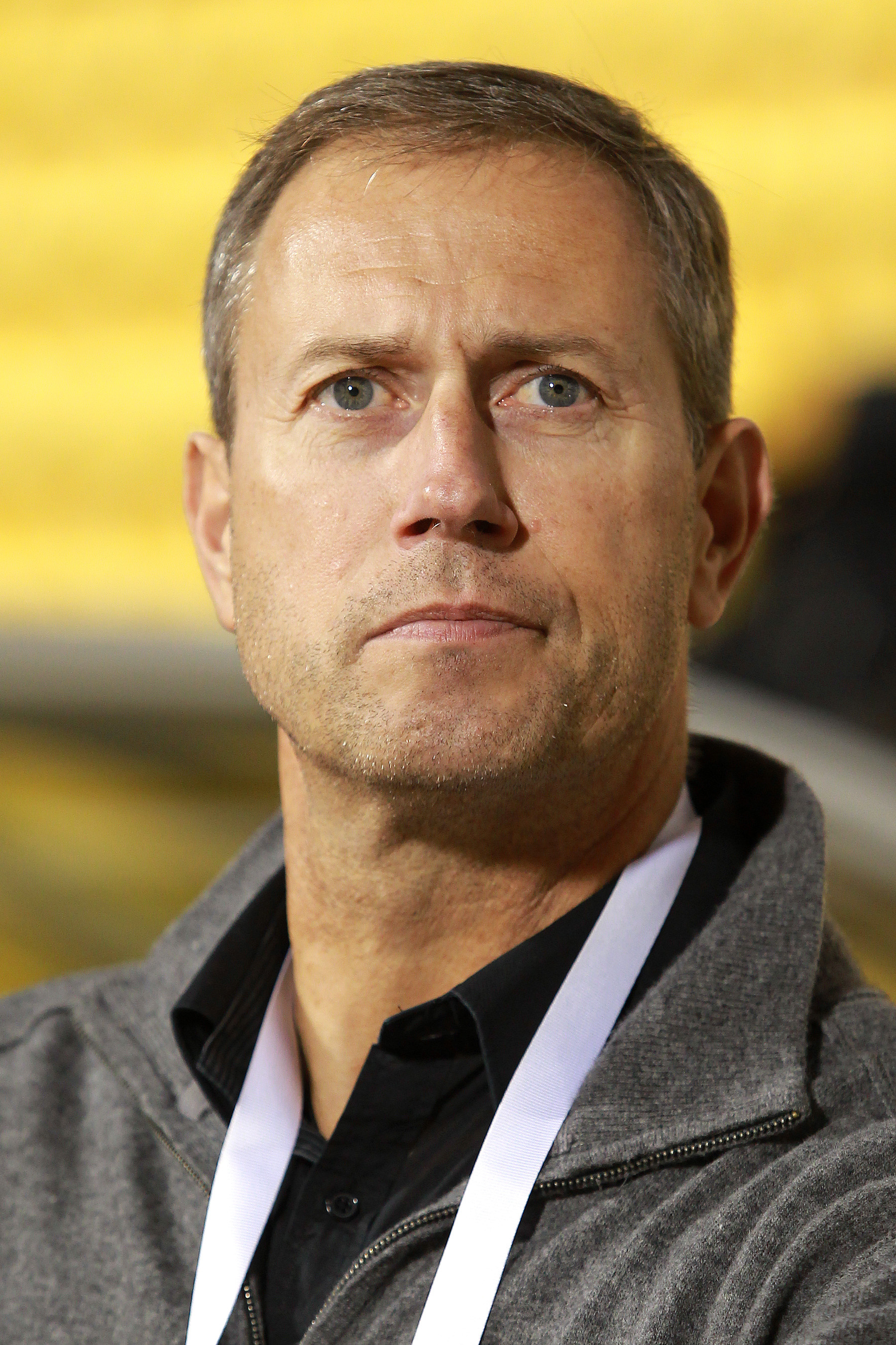
Alain Perrin, primul antrenor al lui Lyon care a cucerit dubla.

Lista antrenorilor clubului.
| Nume                    | Țara          | Perioada                             |
| ----------------------- | ------------- | ------------------------------------ |
| Oscar Heisserer         | Franța        | 1950–54                              |
| Julien Darui            | Franța        | 1954–55                              |
| Lucien Troupel          | Franța        | 1955–59                              |
| Gaby Robert             | Franța        | 1959–61                              |
| "Manu" Fernandez        | Franța        | 1961–62                              |
| Lucien Jasseron         | Franța        | 1962–66                              |
| Louis Hon               | Franța        | 1966–68                              |
| Aimé Mignot             | Franța        | 1968–76                              |
| Aimé Jacquet            | Franța        | 1976–80                              |
| Jean-Pierre Destrumelle | Franța        | 1980–81                              |
| Vladica Kovačević       | Iugoslavia    | 1981–83                              |
| Robert Herbin           | Franța        | 1 martie 1983–30 iunie 1985          |
| Robert Nouzaret         | Franța        | 1 iulie 1985–30 iunie 1987           |
| Denis Papas             | Franța        | 1987–88                              |
| Marcel Le Borgne        | Franța        | 1988                                 |
| Raymond Domenech        | Franța        | 1 iulie 1988–30 iunie 1993           |
| Jean Tigana             | Franța        | 1 iulie 1993–30 iunie 1995           |
| Guy Stéphan             | Franța        | 1 iulie 1995–1 noiembrie 1996        |
| Bernard Lacombe         | Franța        | 2 decembrie 1996–30 iunie 2000       |
| Jacques Santini         | Franța        | 1 iulie 2000–30 iunie 2002           |
| Paul Le Guen            | Franța        | 1 iulie 2002–30 iunie 2005           |
| Gérard Houllier         | Franța        | 1 iulie 2005–25 mai 2007             |
| Alain Perrin            | Franța        | 1 iulie 2007–16 iunie 2008           |
| Claude Puel             | Franța        | 1 iulie 2008–20 iunie 2011           |
| Rémi Garde              | Franța        | 21 iunie 2011–12 mai 2014            |
| Hubert Fournier         | Franța        | 23 mai 2014–23 decembrie 2015        |
| Bruno Génésio           | Franța        | 24 decembrie 2015–24 mai 2019        |
| Sylvinho                | Brazilia      | 25 mai 2019–7 octombrie 2019         |
| Rudi Garcia             | Franța        | 14 octombrie 2019–24 mai 2021        |
| Peter Bosz              | Țările de Jos | 29 mai 2021–9 octombrie 2022         |
| Laurent Blanc           | Franța        | 10 octombrie 2022-11 septembrie 2023 |
| Fabio Grosso            | Italia        | 18 septembrie 2023-30 noiembrie 2023 |
| Pierre Sage             | Franța        | 30 noiembrie 2023-27 ianuarie 2025   |
| Paulo Fonseca           | Portugalia    | 31 ianuarie 2025-prezent             |